# Uranotaenia pefflyi
Uranotaenia pefflyi är en tvåvingeart som beskrevs av Stone 1961. Uranotaenia pefflyi ingår i släktet Uranotaenia och familjen stickmyggor. Inga underarter finns listade i Catalogue of Life.